# CCTV-10
CCTV-10 es el canal enfocado a la ciencia y la educación de la CCTV. Su programación incluye documentales sobre todo tipo de lugares, así como producciones educativas del estudio.

## Programación
- 07:55 第10放映室, La habitación de la décima proyección
- 08:50 科学世界, Mundo científico
- 09:20 走近科学, Approaching Science(Ciencia inminente)
- 09:50 探索·发现, Descubrimientos y exploración
- 10:35 讲述, Documental
- 11:00 大家, Grandes hombres
- 11:45 子午书简, Cartas de medianoche y mediodía
- 11:55 人与社会, Gente y sociedad
- 12:15 人物, Personaje
- 12:45 百家讲坛, Lecture Room
- 13:30 公益行动, Bienestar público
- 14:00 道德观察, Observaciones en Moralidad
- 14:30 重访, Visitalo otra vez
- 15:10 第10放映室, La habitación de la décima proyección
- 16:05 走近科学, Approaching Science
- 16:35 探索·发现, Exploración y descubrimientos